# Aplopeltura boa
Genre
Espèce
Synonymes
- Amblycephalus boa Boie, 1828
- Dipsas boa (Boie, 1828)
- Haplopeltura boa (Boie, 1828)

Statut de conservation UICN

 LC  : Préoccupation mineure
Aplopeltura boa, unique représentant du genre Aplopeltura, est une espèce de serpents de la famille des Pareatidae.

## Répartition
Cette espèce se rencontre :
- en Indonésie sur les îles de Bornéo, de Nias, de Sumatra, de Bangka, de Natuna et de Java ;
- en Malaisie péninsulaire et en Malaisie orientale ;
- en Thaïlande ;
- aux Philippines sur les îles de Balabac, de Basilan, de Mindanao et de Palawan ;
- au Brunei ;
- en Birmanie.

## Publications originales
- Boie, 1828 : Auszüge aus Briefen von Heinr. Boie zu Java an Hn. Schlegel, Conservator anim. vertebr. am Königl. niederl. Museum. lsis von Oken, Jena, vol. 21, n. 10, p. 1025-1035 (texte intégral).
- Duméril, 1853 : Prodrome de la classification des reptiles ophidiens. Mémoires de l'Académie des sciences, Paris, vol. 23, p. 399-536 (texte intégral).